# まみむめ・見太郎
『まみむめ♥見太郎』（まみむめ♥みたろう）は、いがらしゆみこによる日本の漫画作品。
『なかよし』（講談社）にて1976年2月号付録なかよしゴールデンコミックスに連載された。

## 書誌情報
- まみむめ♥見太郎、初版発行日 1977年1月10日
  - あいつを追いだせ!